# Pledge This : Panique à la fac !
Pour plus de détails, voir Fiche technique et Distribution.
Pledge This : Panique à la fac ! (National Lampoon's Pledge This!) est un film américain de William Heins et Strathford Hamilton, sorti en 2006.

## Synopsis
Dans une université d'une station balnéaire située dans le Sud des États-Unis, la jolie présidente d'une association d'étudiantes a la lourde tâche de sélectionner qui des élèves de première année est en droit d'intégrer son club.

## Fiche technique
- Titre original : National Lampoon's Pledge This!
- Titre français : Pledge This: Panique à la fac !
- Réalisation : William Heins et Strathford Hamilton
- Scénario : Cheryl Guerriero et Anna Obropta
- Photographie : Fortunato Procopio
- Musique : Carlos Durango et Ralph Rieckermann
- Production : Leila Antakly, Geoffrey Arend, Ami Artzi, Evans Butterworth, Gregory Cohen[Lequel ?], Jeremy Dallow, Jim DiLorenzo, Chester English, Jonathan Ross Gilbert, Garry Gittelsohn, Strathford Hamilton, Paris Hilton, Petra Hoebel, Wayne Mogel, Edward Oleschak, Jack Utsick, Juan-Carlos Zapata et Martin Zboril
- Pays d'origine : États-Unis
- Format : Couleurs - 1,85:1
- Genre :
- Durée : 91 minutes
- Date de sortie : 2006

## Distribution
- Paris Hilton : Victoria English
- Paula Garcés : Gloria Torrez
- Sarah Carter : Kristen Haas
- Simon Rex : Derek
- Geoffrey Arend : Dax / Mère / Photographe
- Alexis Thorpe : Morgan
- Bianca Lawson : Monique
- Noureen DeWulf : Poo Poo
- Randy Spelling : Kelly
- Holly Valance : Jessica
- Lin Shaye : Miss Prin
- Taylor Negron : Professeur Milchik
- Dieter Meier : Gamsie
- Rick Najera : Buford Gomez
- Elizabeth Daily : Catherine Johnson
- Kyle Richards : Lisa
- Preston Lacy : Randy
- Sofía Vergara : Elle-même
- Carmen Electra : Elle-même
- DJ Clue : Lui-même
- Paulina Rubio : Elle-même
- Mayra Verónica : FHM Model
- Chad Muska : MTV Editor
- Jennifer Elise Cox : VJ Outside FHM Party
- Seth Gordon : SBU Student (non crédité)
- Nicky Hilton : Nicky (non crédité)